# Simon Schiffrin
Simon Schiffrin (* 29. September 1894 in Baku, damals Russisches Kaiserreich, heute Aserbaidschan; † 22. Juli 1985 in Paris) war ein französischer Filmproduzent russischer Herkunft.

## Leben
Simon Schiffrin, dem Anfang der 1920er Jahre hinter den Kulissen französischer Stummfilm-Produktionen der Einstieg ins Filmgeschäft gelang, produzierte 1927 mit der deutsch-französischen Koproduktion Die Apachen von Paris seinen ersten Film. In den 1930er Jahren folgten einige französische Filmprojekte, wie der Spielfilm Hafen im Nebel (1938) mit Jean Gabin, bei denen er als Produktionsmanager fungierte. Während des Zweiten Weltkriegs lebte er in den Vereinigten Staaten, anschließend kehrte er nach Frankreich zurück, wo er 1951 die Fernandel-Komödie Die rote Herberge produzierte. 1964 konnte er einen Oscar in der Kategorie Bester Dokumentar-Kurzfilm für Chagall, eine Dokumentation über den Künstler Marc Chagall, gewinnen, für die der Schauspieler Vincent Price in die Rolle des Erzählers schlüpfte. 1966 war Schiffrin einer der Produzenten des starbesetzten Agentenfilms Mohn ist auch eine Blume, bei dem James-Bond-Regisseur Terence Young die Regie führte. Später arbeitete Schiffrin auch für das Fernsehen.
Schiffrin war der Bruder von Jacques Schiffrin, einem Verleger und Begründer der Bibliothèque de la Pléiade, und Onkel von André Schiffrin, der wie sein Vater Jacques ebenfalls Verleger war.

## Filmografie (Auswahl)
- 1927: Die Apachen von Paris
- 1935: Blutsbrüder 1918 (L’Équipage)
- 1935: Sylvie (Die schönen Tage) (Les Beaux jours)
- 1936: Monsieur est saisi
- 1937: Mes tantes et moi
- 1951: Die rote Herberge (L’Auberge rouge)
- 1955: U 235 (Kurzfilm)
- 1963: Chagall (Kurzfilm)
- 1966: Avec Claude Monet (Kurzfilm)
- 1966: Mohn ist auch eine Blume (The Poppy Is Also a Flower)

## Auszeichnungen
- 1964: Oscar in der Kategorie Bester Dokumentar-Kurzfilm für Chagall